# Teofane III
Teofane III (XVI secolo – 1644) è stato il patriarca di Gerusalemme dal 1608 al 1644.
I primi anni di vita del patriarca Teofane sono in gran parte sconosciuti. Come successore di Sofronio IV, Teofane continuò la sua difesa dei diritti degli ortodossi sui luoghi santi cristiani in Terra santa. Nel 1611, con un decreto del sultano ottomano, Teofane riuscì a impedire che gli armeni si appropriassero della celebrazione della Santa Luce.
A causa della negligente gestione finanziaria dei monaci serbi che vivevano presso il Monastero di San Saba, Teofane fu costretto a vendere cimeli sacri di valore per evitare di cedere il monastero e il suo metochion dell'Arcangelo ai latini e agli armeni. Tra il 1631 e il 1634, il patriarca riuscì a ottenere dal sultano Murad IV un certo numero di firmani che seguivano la politica di quelli di Mehmed II e Selim I, respingendo così le richieste dell'ambasciatore francese a Costantinopoli.
Nell'aprile del 1619, il patriarca Teofane si recò a Mosca per partecipare all'intronizzazione del metropolita Filarete come patriarca di Mosca il 1º giugno 1619. Nell'agosto del 1620, di ritorno dalla sua visita a Mosca, il patriarca Teofane consacrò Giobbe Boretsky come metropolita di Kiev e consacrò altri vescovi, durante una tappa a Kiev. Queste consacrazioni restaurarono la gerarchia ortodossa nell'area occupata dai vescovi uniati dopo l'Unione di Brest nel 1596, quando il metropolita Michal Rahoza aveva deciso di sostenere l'unione con la Chiesa cattolica.
Il patriarca Teofane morì nel 1644.